# Au son des guitares
Pour plus de détails, voir Fiche technique et Distribution.
Au son des guitares est un film français réalisé par Pierre-Jean Ducis, sorti en 1936.

## Fiche technique
- Titre : Au son des guitares
- Réalisation : Pierre-Jean Ducis
- Scénario : Yves Mirande
- Photographie : Fred Langenfeld
- Décors : Henri Ménessier et René Renoux
- Son : Jacques Vacher
- Musique : Vincent Scotto
- Montage : André Versein
- Production : Les Films Henri Ullmann
- Pays d'origine :  France
- Format :  Noir et blanc - 35 mm - Son mono
- Genre : Comédie musicale
- Durée : 73 minutes
- Date de sortie : 
  - France - 29 octobre 1936
- Affiche : Jacques Bonneaud (France)

## Distribution
- Tino Rossi : Jeannot
- Paul Azaïs : Pierrot
- Nita Raya : Suzanne
- Monique Rolland : Monique
- Paul Pauley : Gaston
- Pierre Stéphen : Pierre
- Lucette Méryl : Francesca
- Charles Lemontier